# Héros national d'Indonésie

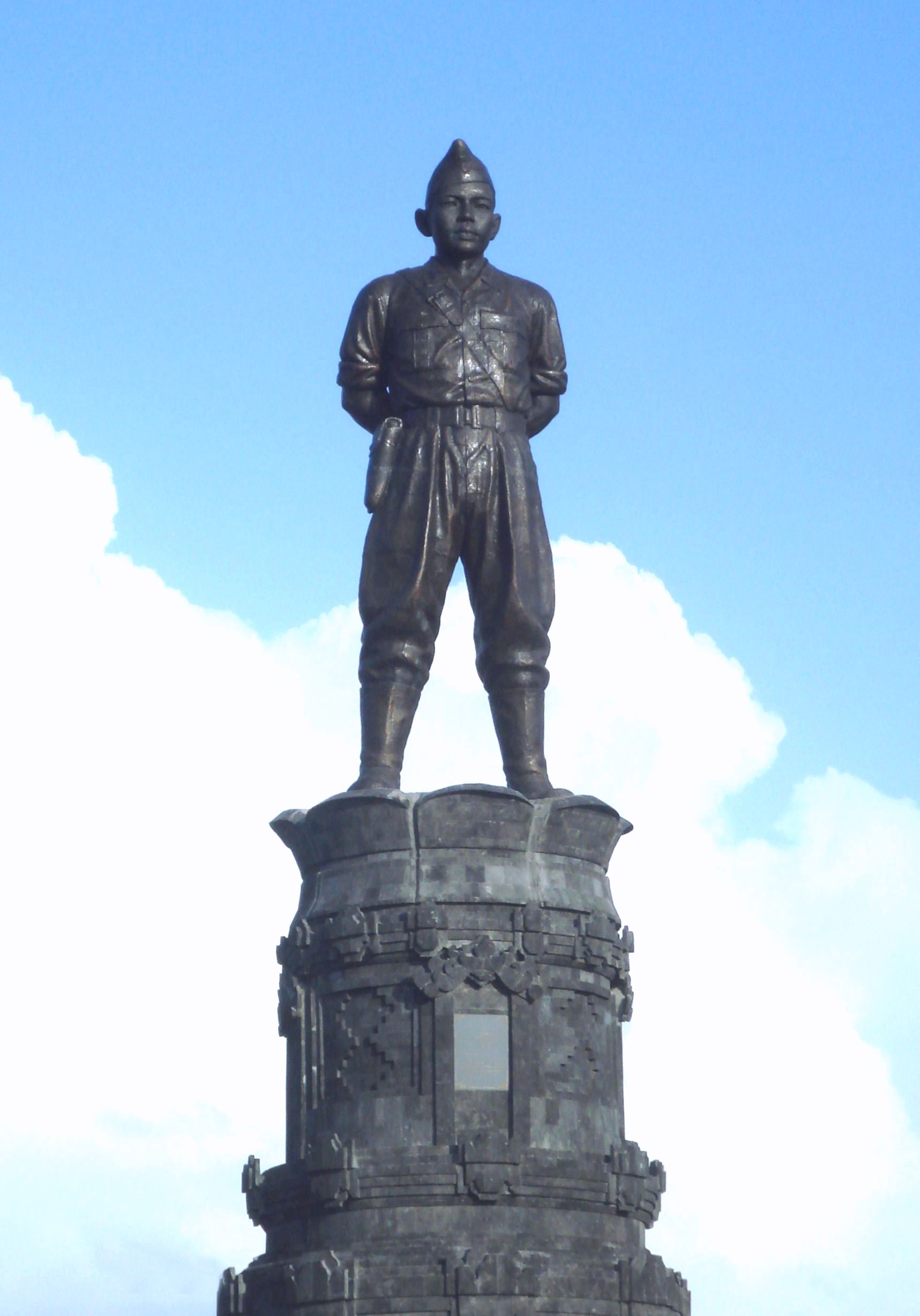
Statue d'I Gusti Ngurah Rai, Bali, Héros national d'Indonésie.

Le titre de héros national d'Indonésie (Gelar Pahlawan Nasional Indonesia) est accordé par le gouvernement d'Indonésie aux personnes considérées comme ayant apporté une contribution significative à la lutte pour l'indépendance ou au développement de la nation.

## Contexte
La tradition de nommer officiellement des Héros nationaux d'Indonésie débute à l'époque du président Soekarno. La première personne distinguée fut Abdul Muis (en) par décision présidentielle no 218/1959 du 30 août 1959. En 2023, 206 personnes s'étaient vu décerner le titre de héros national.
Il existe quatre types de distinction :
- Héros national de l'Indépendance : terme utilisé durant l'administration du président Soekarno
- Héros national : utilisé jusqu'au début de l'administration du président Soeharto
- Héros de la proclamation : décerné à Soekarno et Hatta, qui proclamèrent l'indépendance de l'Indonésie
- Héros de la révolution : décerné aux personnes tuées lors de la tentative de putch par le « mouvement du 30 septembre » en 1965.

## Critères
La première série de critères relatifs au Héros national fut édictée par la décision présidentielle no 241/1958. Elle définit un héros de l'Indépendance nationale comme « une personne qui, tout au long de sa vie, par amour de la nation, rendit de grands services ou dirigea une organisation s'opposant au colonialisme en Indonésie en combattant les ennemis de l'étranger, ou qui rendit de grands services dans les domaines politique, gouvernemental, socio-économique ou culturel en combattant pour l'indépendance et le développement de l'Indonésie ». Elle fut redéfinie en 1964 par le règlement présidentiel no 33/1964 qui qualifie de héros une personne morte au combat ou à la suite d'actes héroïques accomplis pour défendre la nation ou qui, bien que n'ayant pas été tuée à l'époque, a prouvé les sacrifices réalisés pour défendre la nation et dont la vie n'a pas été entachée par des actes contraires au statut de héros. Cette définition est restée en usage sans changement majeur depuis 1964.

## Héros nationaux
La liste suivante nomme les personnes qui avaient reçu le titre en 2023 :
| Nom                                     | Naissance | Décès   | Biographie | Date d'élévation |
| --------------------------------------- | --------- | ------- | --- | ---------------- |
| Abdul Chalim                            | 1898      | 1972    | Religieux, Combattant pendant la guerre d'indépendance                                                                                    | 2023             |
| Abdul Halim Majalengka                  | 1887      | 1962    | Militant indépendantiste, Religieux | 2008             |
| Abdul Haris Nasution                    | 1918      | 2000    | Général d’armée, nommé deux fois chef d’état-major de l’armée de terre indonésienne, Combattant pendant la guerre d'indépendance          | 2002             |
| Abdul Kadir                             | 1771      | 1875    | Noble de Melawi (Kalimantan occidental), Résistant à la colonisation néerlandaise                                                         | 1999             |
| Abdul Kahar Mudzakkir                   | 1907      | 1973    | Premier recteur de l’Universitas Islam Indonesia, Figure de la Muhammadiyah                                                               | 2019             |
| Abdul Malik Karim Amrullah (Buya Hamka) | 1908      | 1981    | Ouléma, Ecrivain, Figure de Muhammadyyah                                                                                                  | 2011             |
| Abdul Muis                              | 1883      | 1959    | Homme politique, Membre du Volksraad, Ecrivain                                                                                            | 1959             |
| Abdulrachman Saleh                      | 1909      | 1947    | Physicien, Aviateur, mort dans le crash de son avion abattu par les néerlandais                                                           | 1974             |
| Abdul Wahab Hasbullah                   | 1888      | 1971    | Religieux, Cofondateur de Nadhlatul Ulama                                                                                                 | 2014             |
| Andi Abdullah Bau Massepe               | 1918      | 1947    | Noble Bugis, Combattant pendant la guerre d'indépendance                                                                                  | 2005             |
| Abdurrahman Baswedan                    | 1908      | 1986    | Nationaliste, Journaliste, Diplomate, Ecrivain, acteur de l'indépendance                                                                  | 2018             |
| Achmad Soebardjo                        | 1896      | 1978    | Militant indépendantiste, Ministre des affaires étrangères                                                                                | 2009             |
| Adam Malik                              | 1917      | 1984    | Journaliste, Militant indépendantiste, troisième vice-président de l’Indonésie, Figure de la Muhammadiyah                                 | 1998             |
| Adnan Kapau Gani                        | 1905      | 1968    | Homme politique, Médecin, Combattant pendant la guerre d'indépendance                                                                     | 2007             |
| Nyi Ageng Serang                        | 1752      | 1828    | Cheffe de la guérilla javanaise contre le colonialisme néerlandais                                                                        | 1974             |
| Agus Salim                              | 1884      | 1954    | Militant indépendantiste, Homme politique, Religieux Minangkabau, Figure de la Muhammadiyah                                               | 1961             |
| Agustinus Adisucipto                    | 1916      | 1947    | Premier pilote de l'armée de l'air indonésienne abattu par les néerlandais                                                                | 1974             |
| Ahmad Dahlan                            | 1868      | 1923    | Religieux, Fondateur de Muhammadiyah | 1961             |
| Ahmad Hanafiah                          | 1905      | 1947    | Religieux de Lampung, combattant pendant la guerre d'indépendance, Figure du Laskar Hizbullah                                             | 2023             |
| Achmad Rifa'i                           | 1786      | 1870    | Penseur et écrivain islamique connu pour ses déclarations anti-néerlandaises                                                              | 2004             |
| Ahmad Sanusi                            | 1889      | 1950    | Membre de la Commission préparatoire à l’indépendance de l’Indonésie (BPUPKI)                                                             | 2022             |
| Ahmad Yani                              | 1922      | 1965    | Chef de l’armée de terre indonésienne, tué pendant le Mouvement du 30 septembre                                                           | 1965             |
| Aji Muhammad Idris                      | 1697      | 1739    | 14e Sultan de Kutai Kartanegara | 2021             |
| Alexander Andries Maramis               | 1897      | 1977    | Membre de la Commission préparatoire à l’indépendance de l’Indonésie (BPUPKI), ministre des finances, diplomate                           | 2019             |
| Alimin                                  | 1889      | 1964    | Partisan de l’indépendance, Homme politique, personnalité du Parti communiste indonésien                                                  | 1964             |
| Amir Hamzah                             | 1911      | 1946    | Poète | 1975             |
| Andi Depu                               | 1907      | 1985    | Combattant pendant la guerre d'indépendance, leader mandar                                                                                | 2018             |
| Antasari                                | 1809      | 1862    | Sultan de Banjar, chef de guerre pendant la guerre de Banjarmasin contre la colonisation néerlandaise                                     | 1968             |
| Aria Wangsakara                         | 1615      | 1681    | Ouléma, Guerrier, fondateur de Tangerang                                                                                                  | 2021             |
| Arie Frederik Lasut                     | 1918      | 1949    | Géologue, Enseignant exécuté par les Hollandais                                                                                           | 1969             |
| Arnold Mononutu                         | 1896      | 1983    | Ministre de l’Information de l’Indonésie                                                                                                  | 2020             |
| As'ad Syamsul Arifin                    | 1897      | 1990    | Ouléma, Figure de Nahdlatul Ulama | 2016             |
| Baabullah                               | 1528      | 1583    | Sultan de Ternate | 2020             |
| Bagindo Azizchan                        | 1910      | 1947    | Maire de Padang | 2005             |
| Bataha Santiago                         | 1622      | 1675    | Roi de Manganitu | 2023             |
| Basuki Rahmat                           | 1921      | 1969    | Général, témoin de Supersemar | 1969             |
| Bernard Wilhelm Lapian                  | 1892      | 1977    | Religieux, deuxième gouverneur de Sulawesi                                                                                                | 2015             |
| Teungku Chik di Tiro                    | 1836      | 1891    | Chef de guérilla achinais contre la colonisation néerlandaise                                                                             | 1973             |
| Tjilik Riwut                            | 1918      | 1987    | Militaire, Homme politique, Figure du développement de Kalimantan central                                                                 | 1998             |
| Tjipto Mangoenkoesoemo                  | 1886      | 1943    | Médecin, Membre du Volksraad, membre de l’Indische Partij                                                                                 | 1964             |
| Tjokroaminoto                           | 1883      | 1934    | Homme politique, leader de Sarekat Islam, mentor de Sukarno, Semaoen, Musso, Alimin, Darsono, Kartosoewirjo et Tan Malaka                 | 1961             |
| Ernest Douwes Dekker                    | 1879      | 1950    | Journaliste, Homme politique indo-néerlandais                                                                                             | 1961             |
| Depati Amir                             | 1805      | 1869    | Résistant à la colonisation néerlandaise sur l'île de Bangka                                                                              | 2018             |
| Dewi Sartika                            | 1884      | 1947    | Enseignante, a créé la première école pour filles dans la région de Priangan, dans l’ouest de Java                                        | 1966             |
| Cut Nyak Dhien                          | 1850      | 1908    | Cheffe de la guérilla achinaise face à la colonisation néerlandaise, épouse de Teuku Umar                                                 | 1964             |
| Diponegoro                              | 1785      | 1855    | Fils du Sultan de Yogyakarta, Leader de la lutte contre la colonisation néerlandaise à Java                                               | 1973             |
| Donald Izacus Panjaitan                 | 1925      | 1965    | Général d’armée, tué lors du Mouvement du 30 septembre                                                                                    | 1965             |
| Eddy Martadinata                        | 1921      | 1966    | Amiral de la marine, Diplomate, tué dans un accident d’hélicoptère                                                                        | 1966             |
| Fakhruddin                              | 1890      | 1929    | Religieux, négocie l'accès à la Mecque pour les pèlerins indonésiens, figure de la Muhammadiyah                                           | 1964             |
| Fatmawati                               | 1923      | 1980    | Première créatrice du drapeau indonésien, Activiste sociale, Epouse de Sukarno, Figure de la Muhammadiyah                                 | 2000             |
| Ferdinand Lumban Tobing                 | 1899      | 1962    | Médecin, Politicien, Défenseur des droits humains                                                                                         | 1962             |
| Frans Kaisiepo                          | 1921      | 1979    | Homme politique papou | 1993             |
| Gatot Mangkupraja                       | 1896      | 1968    | Homme politique, Militant indépendantiste, Figure de la Muhammadiyah, cofondateur de PETA                                                 | 2004             |
| Gatot Subroto                           | 1907      | 1962    | Général, Chef d'état-major adjoint de l'armée de terre indonésienne                                                                       | 1962             |
| Halim Perdanakusuma                     | 1922      | 1947    | Père fondateur de l'armée de l'air indonésienne, décédé dans un accident pendant la guerre d'indépendance                                 | 1975             |
| Hamengkubuwono I                        | 1717      | 1792    | Sultan de Yogyakarta, résistant à la colonisation néerlandaise, fondateur de la ville de Yogyakarta                                       | 2006             |
| Hamengkubuwono IX                       | 1912      | 1988    | Sultan de Yogyakarta, Militant indépendantiste, Chef militaire, Homme politique, Deuxième vice-président de l'Indonésie                   | 1990             |
| Harun Bin Said                          | 1947      | 1968    | Soldat, Auteur de l'attentat de la maison MacDonald                                                                                       | 1968             |
| Hasan Basry                             | 1923      | 1984    | Combattant pendant la guerre d'indépendance, soutenant l'intégration de Kalimantan à Indonésie                                            | 2001             |
| Hasanuddin                              | 1631      | 1670    | Sultant de Gowa, résistant à la colonisation néerlandaise                                                                                 | 1973             |
| Hasyim Asy'ari                          | 1875      | 1947    | Religieux, fondateur de Nahdlatul Ulama                                                                                                   | 1964             |
| Hazairin                                | 1906      | 1975    | Juriste, militant indépendantiste, ministre du gouvernement, enseignant                                                                   | 1999             |
| Herman Johannes                         | 1912      | 1992    | Ingénieur, Fabricant d'armes pendant la guerre d'indépendance, Fondateur de l'Université Gadjah Mada, Recteur de l'Université Gadjah Mada | 2009             |
| Himayatuddin Muhammad Saidi             | -         | 1776    | 20e et 23e Sultan de Buton | 2019             |
| Ide Anak Agung Gde Agung                | 1921      | 1999    | Militant indépendantiste, Ministre | 2007             |
| Ida Dewa Agung Jambe                    | 1855      | 1908    | Roi de Klungkung | 2023             |
| Idham Chalid                            | 1921      | 2010    | Dirigeant de Nahdlatul Ulama, Homme politique                                                                                             | 2011             |
| Ilyas Yakoub                            | 1903      | 1958    | Journaliste, Combattant pendant la guerre d'indépendance, Homme politique                                                                 | 1999             |
| Imam Bonjol                             | 1772      | 1864    | Religieux de l'ouest de Sumatra, résistant à la colonisation néerlandaise lors de la guerre de Padri                                      | 1973             |
| Radin Inten II                          | 1834      | 1856    | Noble de Lampung, résistant à la colonisation néerlandaise                                                                                | 1986             |
| Iskandar Muda                           | 1593      | 1636    | Sultan d'Aceh | 1993             |
| Ismail Marzuki                          | 1914      | 1958    | Compositeur de l'hymne national | 2004             |
| Iswahyudi                               | 1918      | 1947    | Membre de l'armée de l'air indonésienne, tué pendant la guerre d'indépendance                                                             | 1975             |
| Iwa Kusumasumantri                      | 1899      | 1971    | Militant indépendantiste, Juriste, Homme politique                                                                                        | 2002             |
| Izaak Huru Doko                         | 1913      | 1985    | Militant indépendantiste et enseignant, cofondateur de l'université Udayana                                                               | 2006             |
| Jamin Ginting                           | 1921      | 1974    | Combattant pendant la guerre d'indépendance, Militaire                                                                                    | 2014             |
| Janatin                                 | 1943      | 1968    | Soldat, auteur de l'attentat de la maison MacDonald                                                                                       | 1968             |
| Jatikusumo                              | 1917      | 1992    | Général de l'armée de terre indonésienne, Homme politique                                                                                 | 2002             |
| Andi Jemma                              | 1901      | 1965    | Combattant pour l'indépenance | 2002             |
| Johannes Abraham Dimara                 | 1916      | 2000    | Chef de l'armée papoue pendant la guerre d'indépendance                                                                                   | 2010             |
| Johannes Leimena                        | 1905      | 1977    | Premier ministre de la Santé | 2010             |
| Juanda Kartawijaya                      | 1911      | 1963    | Homme politique sundanais, dernier premier ministre indonésien                                                                            | 1963             |
| Karel Satsuit Tubun                     | 1928      | 1965    | Général de police, tué lors du Mouvement du 30 septembre                                                                                  | 1965             |
| Kartini                                 | 1879      | 1904    | Figure javanaise des droits des femmes | 1964             |
| Ignatius Joseph Kasimo                  | 1900      | 1986    | Militant indépendantiste, chef du Parti catholique                                                                                        | 2011             |
| Kasman Singodimedjo                     | 1904      | 1982    | Homme politique, Deuxième procureur général d'Indonésie                                                                                   | 2018             |
| Katamso Darmokusumo                     | 1923      | 1965    | Général d'armée, tué lors du mouvement du 30 septembre                                                                                    | 1965             |
| I Gusti Ketut Jelantik                  | -         | 1849    | Leader de la résistance balinaise à la colonisation néerlandaise                                                                          | 1993             |
| I Gusti Ketut Puja                      | 1904      | 1957    | Premier gouverneur de Bali | 2011             |
| Ki Bagus Hadikusumo                     | 1890      | 1954    | Figure de la Muhammadiyah, militant indépendantiste, Figure de l'Agence préparatoire à l'indépendance indonésienne                        | 2015             |
| Ki Hajar Dewantara                      | 1889      | 1959    | Enseignant, Ministre, fondateur de Taman Siswa,                                                                                           | 1959             |
| Ki Sarmidi Mangunsarkoro                | 1904      | 1957    | Enseignants à Budi Utomo et Taman Siswa, Ministre                                                                                         | 2011             |
| Kiras Bangun                            | 1852      | 1942    | Chef des guérilleros Karo qui ont combattu les colonialistes néerlandais                                                                  | 2005             |
| Kusumah Atmaja                          | 1898      | 1952    | Juge en chef de la Première Cour suprême                                                                                                  | 1965             |
| La Maddukelleng                         | 1700      | 1765    | Noble du Sultanat de Paser, leader de la résistance à la colonisation néerlandaise dans le royaume de Wajo                                | 1998             |
| Lafran Pane                             | 1922      | 1991    | Fondateur de l'Association des étudiants islamiques, Figure de la Muhammadiyah                                                            | 2017             |
| Lambertus Nicodemus Palar               | 1900      | 1981    | Diplomate, Négociateur de l'indépendance de l'Indonésie                                                                                   | 2013             |
| John Lie                                | 1911      | 1988    | Contre-amiral de la marine indonésienne, combattant pendant la l'indépendance                                                             | 2009             |
| Machmud Singgirei Rumagesan             | 1885      | 1964    | Fondateur du Mouvement révolutionnaire Cendrawasih de l'Irian occidental (GCRIB)                                                          | 2020             |
| Mahmud Badaruddin II                    | 1767      | 1852    | Sultan de Palembang, Résistant contre la colonisation britannique et néerlandaise                                                         | 1984             |
| Sultan Mahmud Riayat Syah               | 1760      | 1812    | Sultan de Johor-Pahang-Riau-Lingga, Résistant à la colonisation néerlandaise                                                              | 2017             |
| Malahayati                              | 1550      | 1604    | Noble, Chef de guerre face aux forces de Cornelis de Houtman                                                                              | 2017             |
| Mangkunegara I                          | 1725      | 1795    | Résistant à la colonisation néerlandaise sur l'île de Java                                                                                | 1988             |
| Andi Mappanyukki                        | 1885      | 1967    | Noble Bugis, Résistant à la colonisation néerlandaise dans les années 20 et 30                                                            | 2004             |
| Maria Walanda Maramis                   | 1872      | 1924    | Défenseur des droits des femmes, Enseignante                                                                                              | 1969             |
| Martha Christina Tiahahu                | 1800      | 1818    | Résistant à la présence néerlandaise dans les Moluques, Mort en déportation                                                               | 1969             |
| Marthen Indey                           | 1912      | 1986    | Nationaliste et militant indépendantiste, Partisan de l'intégration de la Papouasie                                                       | 1993             |
| Mas Isman                               | 1924      | 1982    | Combattant pour l'indépenance | 2015             |
| Mas Mansur                              | 1896      | 1946    | Oulémas, dirigeant de la Muhammadiyah | 1964             |
| Masykur                                 | 1904      | 1994    | Érudit, Combattant pour l'indépendance, Ministre du culte                                                                                 | 2019             |
| Mas Tirtodarmo Haryono                  | 1924      | 1965    | Général de l'armée de terre indonésienne, tué lors du mouvement du 30 septembre                                                           | 1965             |
| Maskun Sumadireja                       | 1907      | 1986    | Militant indépendantiste, Homme politique                                                                                                 | 2004             |
| Cut Nyak Meutia                         | 1870      | 1910    | Chef de la résistance achinaise à la colonisation néerlandaise                                                                            | 1964             |
| Mohammad Hatta                          | 1902      | 1980    | Premier vice-président de l'Indonésie | 2012             |
| Mohammad Husni Thamrin                  | 1894      | 1941    | Homme politique, Militant indépendantiste                                                                                                 | 1960             |
| Mohammad Natsir                         | 1908      | 1993    | Ouléma, Homme politique, cinquième Premier ministre d'Indonésie                                                                           | 2008             |
| Mohammad Tabrani Soerjowitjirto         | 1904      | 1984    | Père de la langue Indonésienne comme langue nationale                                                                                     | 2023             |
| Teuku Muhammad Hasan                    | 1906      | 1997    | Premier gouverneur de Sumatra | 2006             |
| Muhammad Mangundiprojo                  | 1905      | 1988    | Acteur important de la Bataille de Surabaya                                                                                               | 2014             |
| Muhammad Yamin                          | 1903      | 1962    | Poète, Homme politique | 1973             |
| Moehammad Jasin                         | 1920      | 2012    | Père de la Brigade Mobil (Brimob) de la Police indonésienne                                                                               | 2015             |
| Muhammad Zainuddin Abdul Madjid         | 1898      | 1997    | Ouléma fondateur de Nahdlatul Wathan | 2017             |
| Mustopo                                 | 1913      | 1986    | Commandant pendant la bataille de Surabaya, fondateur de la faculté d'odontologie Dr. Moestopo                                            | 2007             |
| Muwardi                                 | 1907      | 1948    | Participe à la déclaration d'indépendance                                                                                                 | 1964             |
| Nani Wartabone                          | 1907      | 1986    | Initiateur de la Journée patriotique du 23 janvier 1942                                                                                   | 2003             |
| I Gusti Ngurah Made Agung               | 1876      | 1906    | Roi de Badung, résistant à la colonisation néerlandaise                                                                                   | 2015             |
| I Gusti Ngurah Rai                      | 1917      | 1946    | Chef militaire de Bali pendant la guerre d'indépendance                                                                                   | 1975             |
| Nuku Muhammad Amiruddin                 | 1738      | 1805    | Sultant de Tidore, résistant à la colonisation néerlandaise                                                                               | 1995             |
| Noer Alie                               | 1914      | 1992    | Dirigeant musulman, Enseignant, Chef militaire pendant la guerre d'indépendance                                                           | 2006             |
| Teuku Nyak Arif                         | 1899      | 1946    | Homme politique, Chef de la résistance d'Aceh, Premier gouverneur d'Aceh                                                                  | 1974             |
| Opu Daeng Risaju                        | 1880      | 1964    | Femme politique, combattante pendant la guerre d'indépendance                                                                             | 2006             |
| Oto Iskandar di Nata                    | 1897      | 1945    | Homme politique, Militant indépendantiste, Figure de la Muhammadiyah                                                                      | 1973             |
| Pajonga Daeng Ngalie                    | 1901      | 1958    | Figure de la guerre d'indépendance dans le sud de Sulawezi                                                                                | 2006             |
| Paku Alam VIII                          | 1910      | 1998    | Deuxième gouverneur de la région spéciale de Yogyakarta                                                                                   | 2022             |
| Pakubuwono VI                           | 1807      | 1849    | Sultant de Surakarta, Résistant à la colonisation néerlandaise                                                                            | 1964             |
| Pakubuwono X                            | 1866      | 1939    | Sultan de Surakarta, Protecteur des droits des indonésiens pendant la colonisation                                                        | 2011             |
| Pangeran Muhammad Noor                  | 1901      | 1979    | Ministre des travaux publics | 2018             |
| Pattimura                               | 1783      | 1817    | Résistant à la colonisation néerlandaise dans l'archipel des Moluques                                                                     | 1973             |
| Pierre Tendean                          | 1939      | 1965    | Soldat de l'armée de terre indonésienne, tué lors du Mouvement du 30 septembre                                                            | 1965             |
| Pong Tiku                               | 1846      | 1907    | Noble Toraja, Résistant à la colonisation néerlandaise en Sulawezi                                                                        | 2002             |
| Raden Mattaher                          | 1871      | 1907    | Résistant à la colonisation néerlandaise dans la province de Jambi                                                                        | 2020             |
| Raja Ali Haji                           | 1809      | c. 1870 | Historien et poète de Riau | 2004             |
| Raja Haji Fisabilillah                  | 1727      | 1784    | Résistant à la colonisation néerlandaise dans la province de Riau                                                                         | 1997             |
| Rajiman Wediodiningrat                  | 1879      | 1952    | Premier président de la Conseil représentatif du peuple (DPR)                                                                             | 2013             |
| Ranggong Daeng Romo                     | 1915      | 1947    | Chef militaire pendant la guerre d'indépendance                                                                                           | 2001             |
| Ratu Kalinyamat                         | 1520      | 1579    | Princesse du royaume de Demak, Reine d'un royaume maritime à Jepara au 16e siècle                                                         | 2023             |
| Rasuna Said                             | 1910      | 1965    | Défenseur des droits des femmes | 1974             |
| Robert Wolter Monginsidi                | 1925      | 1949    | Chef militaire pendant la guerre d'indépendance à Makassar, exetué par les néerlandais                                                    | 1973             |
| Rubini Natawisastra                     | 1906      | 1944    | Docteur, Erudit | 2022             |
| Ruhana Kuddus                           | 1884      | 1972    | Premier journaliste indonésien | 2019             |
| Saharjo                                 | 1909      | 1963    | Ministre de la Justice | 1963             |
| Salahuddin bin Talabuddin               | 1874      | 1948    | Combattant pendant la guerre d'indépendance aux Moluques                                                                                  | 2022             |
| Sam Ratulangi                           | 1890      | 1949    | Homme politique Minahasa, combattant pendant la guerre d'indépendance indonésienne                                                        | 1961             |
| Samanhudi                               | 1878      | 1956    | Entrepreneur, fondateur de Sarekat Islam                                                                                                  | 1961             |
| Sarjito                                 | 1889      | 1970    | Premier recteur de l'université Gadjah Mada                                                                                               | 2019             |
| Silas Papare                            | 1918      | 1978    | Figure papoue de la lutte contre la colonisation et de l'intégration à l'Indonésie                                                        | 1993             |
| Sisingamangaraja XII                    | 1849      | 1907    | Chef Batak, Résistant à la colonisation néerlandaise                                                                                      | 1961             |
| Siswondo Parman                         | 1918      | 1965    | Général de l'armée de terre indonésienne, tué lors du mouvement du 30 septembre                                                           | 1965             |
| Siti Hartinah                           | 1923      | 1996    | Epouse du président Suharto, Fondatrice de Taman Mini Indonesia Indah                                                                     | 1996             |
| Siti Walidah                            | 1872      | 1946    | Fondatrice d'Aisyiyah, Figure de la Muhammadiyah, Epouse d'Ahmad Dahlan                                                                   | 1971             |
| Slamet Rijadi                           | 1927      | 1950    | Général de brigade de l'armée de terre indonésienne, tué lors d'affrontement en Sulawesi                                                  | 2007             |
| Soedirman                               | 1916      | 1950    | Commandant en chef de l'armée nationale indonésienne pendant la guerre d'indépendance                                                     | 1964             |
| Albertus Soegijapranata                 | 1896      | 1963    | Évêque catholique javanais | 1963             |
| Soeharto Sastrosoeyoso                  | 1908      | 2000    | Médecin personnel de Soekarno | 2022             |
| Sugiyono Mangunwiyoto                   | 1926      | 1965    | Colonel de l'armée de terre indonésienne, tué lors du mouvement du 30 septembre                                                           | 1965             |
| Suharso                                 | 1912      | 1971    | Pionnier de la médecine prothétique | 1973             |
| Soekanto Tjokrodiatmodjo                | 1908      | 1993    | Premier chef de la police nationale d'Indonésie                                                                                           | 2020             |
| Sukarjo Wiryopranoto                    | 1903      | 1962    | Homme politique, Diplomate | 1962             |
| Sukarni                                 | 1916      | 1971    | Homme politique, Diplomate | 2014             |
| Soekarno                                | 1901      | 1970    | Fondateur de l'Indonésie moderne, Premier président de la République                                                                      | 2012             |
| Sultan Agung                            | 1591      | 1645    | Sultan de Mataram, résistant à la colonisation néerlandaise                                                                               | 1975             |
| Andi Sultan Daeng Radja                 | 1894      | 1963    | Homme politique, Militant indépendantiste                                                                                                 | 2006             |
| Supeno                                  | 1916      | 1949    | Ministre, tué lors de la guerre d'indépendance                                                                                            | 1970             |
| Supomo                                  | 1903      | 1958    | Premier ministre de la Justice, a contribué à la rédaction de la Constitution                                                             | 1965             |
| Suprapto                                | 1920      | 1965    | Général de l'armée de terre indonésienne, tué lors du mouvement du 30 septembre                                                           | 1965             |
| Supriyadi                               | 1925      | 1945    | Chef de la rébellion contre les forces d'occupation japonaises à Blitar                                                                   | 1975             |
| Suroso                                  | 1893      | 1981    | Homme politique, Militant indépendantiste, Premier gouverneur de Java Centre, Fondateur de la coopérative des fonctionnaires indonésiens  | 1986             |
| Suryo                                   | 1896      | 1948    | Premier gouverneur de Java Est, Acteur de la bataille de Surabaya                                                                         | 1964             |
| Suryopranoto                            | 1871      | 1959    | Enseignant, Défenseur des droits des travailleurs                                                                                         | 1959             |
| Sutan Mohammad Amin Nasution            | 1904      | 1993    | Premier gouverneur de Sumatra du Nord et de Riau                                                                                          | 2020             |
| Sutan Syahrir                           | 1909      | 1966    | Homme politique, premier Premier ministre d'Indonésie                                                                                     | 1966             |
| Soetomo                                 | 1888      | 1938    | Professeur javanais, Fondateur de Budi Utomo, Figure de la Muhammadiyah                                                                   | 1961             |
| Sutomo                                  | 1920      | 1981    | Chef militaire durant la bataille de Surabaya                                                                                             | 2008             |
| Sutoyo Siswomiharjo                     | 1922      | 1965    | Général de l'armée de terre indonésienne, tué lors du mouvement du 30 septembre                                                           | 1965             |
| Syafruddin Prawiranegara                | 1911      | 1989    | Premier gouverneur de la Banque d'Indonésie                                                                                               | 2011             |
| Syam'un                                 | 1894      | 1949    | Combattant membre du PETA et du BKR, Fondateur du pensionnat islamique Al-Khairiyah                                                       | 2018             |
| Syarif Kasim II                         | 1893      | 1968    | Sultan de Siak, acteur de l'intégration des royaumes de Sumatra à l'Indonésie                                                             | 1998             |
| Tahi Bonar Simatupang                   | 1920      | 1990    | Général, Chef d'état-major de 1950 à 1954                                                                                                 | 2013             |
| Tuanku Tambusai                         | 1784      | 1882    | Leader musulman de Riau, Résistant à la colonisation néerlandaise pendant la guerre des Padri                                             | 1995             |
| Tan Malaka                              | 1884      | 1949    | Homme politique et intellectuel de Minang, Fondateur du Parti Murba, Figure du Parti communiste indonésien                                | 1963             |
| Thaha Syaifuddin                        | 1816      | 1904    | Sultan de Jambi, résistant à la colonisation néerlandaise                                                                                 | 1977             |
| Tirtayasa                               | 1631      | 1683    | Sultant de Banten, Résistant à la colonisation néerlandaise                                                                               | 1970             |
| Tirto Adhi Suryo                        | 1880      | 1918    | Journaliste exilé pour sa position anti-néerlandaise                                                                                      | 2006             |
| Teuku Umar                              | 1854      | 1899    | Chef militaire pendant la guerre d'Aceh face aux néerlandais                                                                              | 1973             |
| Tombolotutu                             | 1857      | 1901    | Roi du royaume de Parigi Moutong | 2021             |
| Untung Surapati                         | 1660      | 1706    | Résistant à la colonisation néerlandaise                                                                                                  | 1975             |
| Urip Sumoharjo                          | 1893      | 1948    | Chef de l'armée de terre indonésienne, commandant en second après Sudirman                                                                | 1964             |
| Usmar Ismail                            | 1921      | 1971    | Réalisateur, Ecrivain, Journaliste, Père du cinéma indonésien                                                                             | 2021             |
| Wage Rudolf Supratman                   | 1903      | 1938    | Compositeur de l'hymne national « Indonesia Raya »                                                                                        | 1971             |
| Wahid Hasyim                            | 1914      | 1953    | Chef de Nahdlatul Ulama, premier ministre indonésien de la Religion                                                                       | 1964             |
| Wahidin Sudirohusodo                    | 1852      | 1917    | Médecin et dirigeant de Budi Utomo | 1973             |
| Wilhelmus Zakaria Johannes              | 1895      | 1952    | Pionnier du traitement radiologique | 1968             |
| Yosaphat Sudarso                        | 1925      | 1962    | Amiral de la marine indonésienne, tué lors d'un affrontement avec les Néerlandais en Nouvelle-Guinée                                      | 1973             |
| Yusuf Tajul Khalwati                    | 1626      | 1699    | Leader musulman, résistant à la colonisation néerlandaise                                                                                 | 1995             |
| Zainal Mustafa                          | 1907      | 1944    | Leader musulman, Résistant à l'occupation japonaise                                                                                       | 1972             |
| Zainul Arifin                           | 1909      | 1963    | Homme politique, tué lors d'une tentative d'assassinat visant Sukarno par Darul Islam                                                     |                  |

## Commémoration
« Hari Pahlawan », signifiant en indonésien « jour des Héros » ou « jour des Combattants » est une commémoration célébrée annuellement le 10 novembre en Indonésie, en souvenir de la bataille de Surabaya durant laquelle des milices et soldats indonésiens pro-indépendance ont combattu les troupes britanniques et hollandaises dans le cadre de la révolution nationale indonésienne.